# والتر بي. كالفرت
والتر بي. كالفرت (بالإنجليزية: Walter B. Calvert)‏ هو سياسي أمريكي، ولد في 23 ديسمبر 1904، وتوفي في 1987. حزبياً، نشط في الحزب الجمهوري. وقد انتخب عضو جمعية ولاية ويسكونسن.